# Ouhoumoudou Mahamadou
Ouhoumoudou Mahamadou (Amaloul, Níger; 1954) es un político nigerino que fue primer ministro de Níger del 3 de abril de 2021 al 26 de julio de 2023. Es miembro del Partido Nigerino para la Democracia y el Socialismo (PNDS-Tarayya).
Se desempeñó como Ministro de Minas, Energía e Industria de 1991 a 1993 y como Ministro de Finanzas de abril de 2011 a abril de 2012. Ha sido Director del Gabinete del Presidente desde 2015.

## Biografía
En el gobierno de transición del Primer Ministro Ahmadou Cheiffou, designado el 7 de noviembre de 1991, Mahamadou fue nombrado como Ministro de Minas, Energía, Industria y Artesanía. Fue retenido en su puesto en una reorganización del gabinete el 31 de enero de 1993. Se celebraron elecciones multipartidistas en febrero de 1993, lo que puso fin a la transición; Mahamadou no fue incluido en el gobierno que fue designado el 23 de abril de 1993. Se desempeñó como Secretario Ejecutivo Adjunto de la Comunidad Económica de los Estados de África Occidental (CEDEAO) más tarde en la década de 1990.
Después de que el presidente del PNDS, Mahamadou Issoufou, ganara las elecciones presidenciales de enero a marzo de 2011 y asumiera la presidencia de Níger, Ouhoumoudou Mahamadou fue nombrado ministro de Finanzas el 21 de abril de 2011.
Mahamadou se desempeñó como ministro de Finanzas durante poco menos de un año; fue destituido del gobierno el 2 de abril de 2012. [10] Más tarde, ese mismo mes, fue nombrado director general de BIA-Níger, un importante banco.
Fue nombrado Director del Gabinete del Presidente el 4 de junio de 2015. Después de que Issoufou prestó juramento para un segundo mandato, mantuvo a Mahamadou en su puesto de Director del Gabinete del Presidente el 11 de abril de 2016.